# Unione Democratica per la Repubblica
L'Unione Democratica per la Repubblica (UDR) era una formazione politica di centro, ufficialmente ispirata ai valori del cristianesimo democratico, fondata nel febbraio del 1998 da Francesco Cossiga.

## Storia

### Nascita
La sua nascita avvenne in Parlamento durante il governo dell'Ulivo guidato da Romano Prodi; l'obiettivo era l'affermazione di un soggetto centrista, autonomo rispetto alle due coalizioni di destra e sinistra, sul modello della Democrazia Cristiana.
Inizialmente l'UDR nacque come una federazione, alla quale aderirono:
- i Cristiani Democratici Uniti (CDU) di Rocco Buttiglione;
- i Cristiano Democratici per la Repubblica (CDR) di Clemente Mastella (che si era scisso dal CCD);
- la Socialdemocrazia Liberale Europea (SOLE) di Enrico Ferri;
- diversi esponenti di Forza Italia (fra i quali Giorgio Rebuffa, Tiziana Parenti, Carlo Scognamiglio e Alessandro Meluzzi) e Alleanza Nazionale (Romano Misserville e Valentino Martelli);
- Il finanziere e docente universitario Pellegrino Capaldo.

Il gruppo in Parlamento assunse inizialmente il nome "CDU-CDR-Nuova Italia".
Con l'UDR collaborarono inoltre il Patto Segni (con a capo Mariotto Segni), il Partito Liberale di Stefano De Luca e Unità Repubblicana, guidata da Armando Corona (ex-PRI).
Dopo appena un mese il progetto dell'UDR ebbe una prima crisi: Cossiga disse di voler abbandonare il progetto accusando i suoi seguaci di essere alla ricerca di poltrone. Ma la questione si ristabilizzò nel giro di poco tempo: le diverse anime dell'UDR trovarono l'accordo e costituirono un gruppo parlamentare unitario. L'alternativa di centro sembrava essere sulla buona strada, creandosi il suo spazio fra i due schieramenti ma guardando con favore al centrosinistra, ormai in crisi per la sottrazione dell'appoggio di Rifondazione Comunista al Governo: l'UDR, infatti, si disse pronta a votare per il governo Prodi nel caso ci fossero stati problemi con il partito guidato da Fausto Bertinotti.

### Costituzione in partito
Il 9 giugno 1998 l'UDR si costituì ufficialmente come partito: Mastella ne divenne il segretario, Buttiglione e Scognamiglio ne diventarono co-presidenti mentre Cossiga accettò la carica di presidente onorario. Capigruppo erano Salvatore Cardinale e Gian Guido Folloni
Ad ottobre si aprì crisi per il Governo Prodi I. Rifondazione Comunista ritirò il suo appoggio alla maggioranza: al voto di fiducia, Prodi venne battuto per un solo voto (313 no, 312 sì). In breve tempo, il centrosinistra indicò Massimo D'Alema come probabile premier: l'UDR appoggiò D'Alema che si presentò in Parlamento ottenendo la fiducia (da qui la formazione del Governo D'Alema I). Critici furono Casini e Berlusconi, che accusarono: "Questo governo nasce con la rappresentanza di un milione di nostri elettori" (alludendo al fatto che la maggior parte dei parlamentari UDR erano stati eletti nel Polo per le Libertà). Alcuni esponenti, tra cui il vice segretario Bruno Tabacci, contrari a questa svolta, lasciarono il partito per aderire al CCD.
L'UDR partecipò dunque alla costituzione del primo governo D'Alema, con tre ministri (Scognamiglio alla difesa, Cardinale alle comunicazioni e Folloni ai rapporti con il parlamento) e 8 sottosegretari; ma fu subito scontro fra la tripla leadership di Cossiga, Buttiglione e Mastella.
Nel febbraio 1999 Cossiga lasciò il partito e si iscrisse al gruppo misto, e successivamente si consumò anche la rottura fra Buttiglione e Mastella.

### Scioglimento
Il partito non ebbe una vita lunga e dopo appena un anno si sciolse.
Buttiglione ricostituì i Cristiani Democratici Uniti (con la defezione però del ministro Gianguido Folloni); Mastella fondò invece l'Unione Democratici per l'Europa (UDEUR), con l'intento di proseguire l'esperienza dell'UDR, ma finendo poi per allearsi con la coalizione dell'Ulivo; Cossiga e i suoi fedelissimi decisero di creare nel novembre del 1999 l'Unione per la Repubblica, che nel 2000 partecipò alla formazione politica del Trifoglio.
Il Patto Segni, ridotto ormai a due soli deputati (Diego Masi e Giuseppe Bicocchi), scelse di collocarsi nel centrodestra, stringendo un accordo con Alleanza Nazionale per le elezioni europee del 1999.
Il movimento Socialdemocrazia Liberale Europea di Enrico Ferri confluì in Forza Italia (Ferri sarà candidato alle elezioni europee del 1999 ed eletto europarlamentare).
Il Partito Liberale di Stefano De Luca confluì anch'esso in Forza Italia.
Unità Repubblicana si dissociò dall'UDR sin dal momento in cui il partito dichiarò il proprio sostegno al Governo D'Alema I; nel 2001 confluì nel Partito Repubblicano Italiano di Giorgio La Malfa, nel frattempo alleatosi col centro-destra.
Nel febbraio del 2000 alcuni esponenti dell'UDR, guidati dal senatore Alessandro Meluzzi e da Stefano Pedica, diedero vita ad un piccolo movimento, i Cristiano Democratici Europei, che seguirà un percorso autonomo per finire nel 2001 in Rinnovamento italiano.
L'UDR partecipò a pochissime consultazioni elettorali, tra cui le elezioni regionali in Sardegna del 1999, nelle quali ottenne un buon 4,1% dei voti e 3 consiglieri regionali.

## Struttura
- Segretario: Clemente Mastella (1998–1999)
- Vicesegretario: Nuccio Cusumano / Bruno Tabacci (1998–1999)
- Presidente: Carlo Scognamiglio / Rocco Buttiglione (1998–1999)
- Presidente onorario: Francesco Cossiga (1998–1999)